# Образцова, Анна Георгиевна
А́нна Гео́ргиевна Образцо́ва (14 июня 1922, Коломна, СССР — 9 января 2003, Москва) — советский и российский театральный и кинокритик; доктор искусствоведения (1968), профессор (1973), заслуженный деятель искусств РСФСР (1981), член Союза писателей (1964), Союза театральных деятелей (1952), Союза кинематографистов (1962).

## Краткая биография
Родилась 14 июня 1922 в Коломне.
В 1943 году в эвакуации окончила отделение журналистики филологического факультета Казахского университета, затем, по возвращении в Москву, в 1946 году — театроведческий факультет ГИТИС (курс Г. Н. Бояджиева).
В 1951 году в Институте истории искусств АН СССР защитила диссертацию на соискание учёной степени кандидата искусствоведческих наук по теме «Режиссёрское творчество Ю. А. Завадского».
Начиная с 1951 г., работала во ВНИТИ искусствознания, с 1959 года — в ГИТИСе, профессор (1973), заведующая кафедрой истории зарубежного театра в 1974—1990 годах.
В 1965 году защитила диссертацию на соискание учёной степени доктора искусствоведения по теме «Драматургический метод Бернарда Шоу».
Являлась крупным специалистом по зарубежной драматургии и театру XIX—XX в.в., творчеству Б. Шоу, которому посвятила своих работ. Издаётся с 1942 года.
Награждена орденом «Знак Почёта», Орденом Дружбы (1999) и несколькими медалями.
Скончалась 9 января 2003 года, на 81-м году жизни. Похоронена в Москве на Преображенском кладбище.

## Научные труды

### Монографии
- Николай Дмитриевич Мордвинов. — М.: Искусство, 1950. — 68 с.
- Театр имени Моссовета: Очерк творческого пути. — М.: Искусство, 1959. — 234 с.
- Режиссёры и современность. — М.: Искусство, 1961. — 206 с.
- Драматургический метод Бернарда Шоу / Акад. наук СССР. Ин-т истории искусств М-ва культуры СССР. — М.: Наука, 1965. — 315 с.
- Стелла Патрик Кэмпбелл. — М.: Искусство, 1973. — 173 с.
- Бернард Шоу и европейская театральная культура на рубеже XIX-XX веков. — М.: Наука, 1974. — 390 с.
- Современная английская сцена: (На рубеже 70-х годов) / АН СССР, Всесоюз. науч.-исслед. ин-т искусствознания М-ва культуры СССР. — М.: Наука, 1977. — 247 с.
- Синтез искусств и английская сцена на рубеже XIX—XX веков / Отв. ред. А. А. Аникст. — М.: Наука, 1984. — 333 с.
- Бернард Шоу и русская художественная культура на рубеже XIX и XX веков / Рос. акад. наук, Рос. ин-т искусствоведения М-ва культуры Рос. Федерации. — М.: Наука, 1992. — 240 с. ISBN 5-02-012777-9
- Бернард Шоу. Учебное пособие. — М.: РКХРИЦ МК РФ, 1997. — 191 с.
- Волшебник или шут? Театр Оскара Уайлда / Гос. ин-т искусствознания М-ва культуры Рос. Федерации. — СПб.: ДБ, 2001. — 357 с. ISBN 5-86007-249-X
- Харли Гренвилл-Баркет ― человек театра / Российская акад. наук, Федеральное агентство по культуре и кинематографии Российской Федерации, Гос. ин-т искусствознания. — СПб.: Дмитрий Буланин, 2006. — 192 с. ISBN 5-86007-506-5

### Составление и научная редакция
- Академический ордена Трудового Красного знамени театр им. Моссовета. 1923-1973: Альбом / Авт. вступ. статей: Ю. А. Завадский Нар. артист СССР, лауреат Ленинской и Гос. премий, А. Образцова ; Фотогр.: В. Петрусовой, Б. Фабисовича и др. — М.: Искусство, 1973. — 21 с.
- Проблемы зарубежного театра и театроведения: Сб. тр. / Гос. ин-т театр. искусства им. А.В. Луначарского, Ленингр. гос. ин-т театра, музыки и кинематографии ; Под общ. ред. А. Образцовой [и др.]. - М.: [б. и.], 1977. — 176 с.
- История западноевропейского театра: учебное пособие для театроведческих факультетов театральных учебных заведений / Сост. Каф. истории зарубеж. театра Гос. ин-та театр. искусства им. А. В. Луначарского; под общ. ред. проф. С. С. Мокульского. Т. 7: 1917-1945 / под общ. ред. проф. А. Г. Образцовой, проф. Б. А. Смирнова. — М.: Искусство, 1985. — 535 с.
- История зарубежного театра: учебное пособие для культурно-просветительных и театральных училищ и институтов культуры : в 4 т. / под ред. Г. Н. Бояджиева, А. Г. Образцовой, А. А. Якубовского. Ч. 4: Театр стран Европы и США новейшего времени (1945-1985) / Е. В. Азерникова и др.; под ред. А. Г. Образцовой и др. — 2-е изд., перераб. и доп. — М.: Просвещение, 1987. — 431 с.
- Уайлд О. Письма / пер. сангл.; сост. А. Г. Образцова, Ю. Г. Фридштейн; Вступ. ст. А. Г. Образцовой; Коммент. Ю. Г. Фридштейна. — М.: Аграф, 1997. — 415 с. (Символы времени). ISBN 5-7784-0019-5

Также является автором ряда рецензий, предисловий и редактором собрания пьес Б. Шоу, ряда переводных статей и сборников.